# Байерштедт
Байерштедт (нем. Beierstedt) — община в Германии, в земле Нижняя Саксония.
Входит в состав района Хельмштедт. Подчиняется управлению Хезеберг.  Население составляет 422 человека (на 31 декабря 2010 года). Занимает площадь 9,59 км².
| Год  | Население |
| ---- | --------- |
| 1990 | 459       |
| 1995 | 488       |
| 2000 | 461       |
| 2005 | 490       |
| 2010 | 424       |